# Agapornis pullarius
El inseparable carirrojo (Agapornis pullarius) es una especie de ave psitaciforme de la familia Psittacidae endémica de África Occidental y Central.
Esta ave se dio a conocer en el siglo XVIII, concretamente en 1758 por el naturalista Linneo. Dicho pájaro vive en plena selva, en la extensión que abarca desde la Costa de Oro hasta Loango. Su tamaño oscila entre los 14 cm aproximadamente, el plumaje es verde intenso y brillante, el pico es rojo suave, casi anaranjado y la cara y el cuello son rojos. A diferencia del macho, la hembra presenta un colorido menos intenso, así como el verde interior de sus alas, que en el macho es negro. Por regla general los inseparables carirrojos presentan dificultad para quien desee reproducirlos en cautividad ya que las posibilidades de éxito son escasísimas.